# 歌川国丸
歌川 国丸（うたがわ くにまる、寛政5年〈1793年〉 - 文政12年11月23日〈1829年12月18日〉）とは、江戸時代中期の浮世絵師。

## 来歴
本姓は前田、通称文治。伊勢屋伊八とも称す。歌川の画姓を称し、一円斎、五彩楼、軽雲亭、彩霞楼、翻蝶庵と号す。初めは画名を文治と称した。
江戸の生まれで、父は本町二丁目で質屋を営む。初代歌川豊国の門人で、田川鳳朗の門人であったこと以外の詳細は不明。渓斎英泉編『無名翁随筆』には「風流に遊び、諸名家の交り深く、俳諧をたのしみとす、鴬立（田川鳳朗）の門葉なり」とあり、俳名を竜尾と称したという。
作画期は文化から文政にかけての頃で、文化6年（1809年）刊行の合巻『花鳥風月仇討話』の挿絵を初めとして、以後合巻の挿絵を数多く手がけた他、浮絵や美人画を残す。一方で、特別に好評を博した作品はなかった。享年37。墓所は浅草新堀端厳念寺。
門人に歌川広重の門人ともされる歌川重丸、歌川年丸、歌川輝人がいる。初代豊国門下では歌川国安、歌川国直と並ぶ筆達者で、三羽烏と呼ばれた。

## 作品

### 版本挿絵
- 『花鳥風月仇討話』　※合巻、文化6年刊行。益亭三友作。最終丁に「豊国門人十五歳　文治画」の署名あり
- 『吾嬬育露之荒事』（あずまそだちつゆのあらごと）三巻　※合巻、文化9年（1812年）刊行。益亭三友作
- 『昔今猿人真似』（いまはむかしさるのひとまね）三巻　※合巻、文化12年（1815年）刊行。関亭伝笑作
- 『亀がせ物語』三巻　※文化12年刊行。感和亭鬼武作
- 『劇場仕入楓釣枝』　※合巻、文政7年（1824年）刊行。欣堂間人作
- 『敵討忍笠時代蒔絵』　※合巻、文政11年（1828年）刊行。柳亭種彦作
- 『侠容誧安売』　※文政12年（1829年）刊行。欣堂作
- 『山洞流悪玉狂言』　※合巻、文政4年（1821年）刊行。浮世喜楽作
- 『落咄機嫌上戸』　※噺本、文化14年刊行。十返舎一九作
- 『敵討湊の曙』　※合巻、天保2年（1831年）刊行。為永春水作、挿絵を柳川重信とともに描く。

### 錦絵
- 「浮絵江戸浅草観音之図」　横大判　ボストン美術館所蔵
- 「新版浮絵江戸東叡山花見之図」　横大判　ボストン美術館所蔵
- 「い勢古市　牛車楼」　大判　ボストン美術館所蔵　※文化頃
- 「風流六玉川　岡本屋内重岡」　大判

### 肉筆画
- 「ほととぎすを聞く遊女図」　絹本着色　東京国立博物館所蔵
- 「老人の図」　紙本着色　たばこと塩の博物館所蔵
- 「酒蔵図」　紙本着色、扇面　※蜀山人賛、文政頃